# Gökova
Gökova ist seit 2013 ein Ortsteil (Mahalle) von Ula im Südwesten der Türkei. Er befindet sich am östlichen Ende des nach ihm benannten Golfs von Gökova in der Provinz Muğla.

## Name
Der Name Gökova ist zusammengesetzt aus den türkischen Worten für Himmel (= gök) im Sinne von Himmelblau und Ebene (= ova) und bezieht sich auf die Ebene, auf der sich der Ort Gökova befindet.
Bis 1922 trug die Ortschaft den griechischen Namen Idyma (griechisch: Ίδυμα). Zwischen 200 und 300 v. Chr. wurde auch der Name Idyma Rhodeian (Ίδυμα ροδειαν) verwendet, was gegenüber von Rhodos bedeutet.

## Geographie
Gökova liegt mittlerweile ungefähr zwei km landeinwärts vom Golf von Gökova entfernt. In der Antike lag der Ort noch am Meer, aber allmählich schütteten die in den Golf mündenden Flüsse (vor allem der Kadın Azmak) den Hafen zu und er verlandete.
Im Ort endet die Nationalstraße von Izmir (D 550). Durch ihn verläuft die D 400 nach Antalya, die westlich nach Marmaris führt. In die Kreisstadt Ula sind es 14 km, in die Provinzhauptstadt Muğla 30 km.

## Geschichte
Idiyma gehörte zur historischen Landschaft Karien. Zum ersten Mal wird der Ort als Idyma (Altgriechisch: Ἴδυμα), auch Idymus oder Idymos (Ἴδυμος), 453 bzw. 452 vor Christi in den Steuerlisten des Attischen Seebundes erwähnt, dessen Mitglied die Stadt wurde. Der Beitrag (griechisch: Phoros) belief sich auf 1 Talent und 890 Drachmen. Idyma prägte seine eigenen Silbermünzen mit einer Darstellung des Gottes Pan und der Inschrift Idymion (ΙΔΥΜΙΟΝ). Die Stadt lag zwar anfangs strategisch günstig am Ende des Golfes, aber durch die Verlandung schwand ihre Bedeutung im Laufe der Geschichte. Nach der Auflösung des Attischen Seebunds 404 v. Chr. stand das Gebiet bis 43 v. Chr. unter der Herrschaft von Rhodos, danach war es Teil des Römischen Reiches.
Mehrere Erdbeben im 3. Jahrhundert n. Chr. beschleunigten jedoch den Niedergang der Stadt.
Idyma gehörte dann zum byzantinischen Reich, bis es im 13. Jahrhundert von den Rum-Seldschuken erobert wurde. Nach dem Zusammenbruch des Seldschuken-Reiches war das Gebiet um Gökova Teil des Mentesche-Fürstentums (türkisch: Menteşe-Beylik). 1390 besiegten die Osmanen die Mentesche und regierten bis 1402, als die Osmanen eine Schlacht gegen die Mongolen verloren und das Fürstentum Mentesche wieder hergestellt wurde. 1421 kam das Gebiet endgültig unter osmanische Herrschaft.
1923 wurde gemäß der Konvention über den Bevölkerungsaustausch zwischen Griechenland und der Türkei im Rahmen des Vertrages von Lausanne die mehrheitlich griechische Bevölkerung vertrieben.
Ab 1930 begann man bis 1940 mit dem Trockenlegen der sumpfigen Bucht, wodurch auch die Malaria-Gefahr gebannt wurde.
1937 wurde die Akropolis von Idyma von dem französischen Archäologen Louis Robert wissenschaftlich untersucht.
1999 wurde Gökova zu einer Stadt erhoben, bis 2013 bei einer Gebietsreform der Landkreis und die Stadt Ula zusammengelegt wurden. Seitdem ist Gökova nur noch ein Stadtteil (türkisch: Mahalle) von Ula.

## Sehenswürdigkeiten
- Die antiken Ruinen von Idyma liegen beim Ortsteil Kozlukuya
- Karische Felsengräber aus dem 5. Jahrhundert v. Chr. bei Kaya Mezarları